# Karl Friedrich Wilhelm von Bomsdorff
Karl Friedrich Wilhelm von Bomsdorff (* 28. Oktober 1826 in Kemberg (Kreis Wittenberg); † 27. Mai 1904 in Naumburg (Saale)) war ein preußischer Generalmajor und Kommandeur der 4. Kavallerie-Brigade.

## Herkunft
Seine Eltern waren der Major a. D. Karl Wilhelm von Bomsdorff (1792–1872) und dessen Ehefrau Karoline Friederike Sophie, geborene von Goerne (1808–1878).

## Leben
Er ging am 2. September 1838 als Kadett nach Potsdam und von dort am 9. August 1841 als Kadett nach Berlin. Nach seinem Abschluss kam er am 4. Juli 1844 als Portepeefähnrich in das 2. Garde-Ulanen-Landwehr-Regiment. Er erhielt am 15. März 1845 den Charakter als Seconde-Lieutenant und am 13. November 1845 das Patent mit Datum vom 15. März. Außerdem wurde er in das Regiment aggregiert und am 10. Februar 1848 einrangiert. Während der Märzrevolution von 1848 nahm er dann an den Straßenkämpfen in Berlin teil. Vom 1. Oktober 1851 bis zum 30. September 1853 war er in eine Militärreitschule abkommandiert. Anschließend stieg er am 11. Juli 1854 zum Premier-Lieutenant und am 13. April 1858 zum Rittmeister auf. Während der Mobilmachung von 1859 kam er am 13. März 1859 als Führer in das Ersatzeskadron, am 30. Juni 1859 wurde er dann Eskadronschef im 2. Garde-Ulanen-Regiment.
Während des Deutschen Krieges von 1866 kämpfte er in der Schlacht bei Königgrätz. Am 30. Oktober 1866 kam er als Major und etatmäßiger Stabsoffizier in das 13. Ulanen-Regiment. Während der Mobilmachung zum Deutsch-Französischen Krieg wurde er am 17. Juli 1870 als Kommandeur in das 4. Reserve-Ulanen-Regiment (1. Schweres Reiterregiment) versetzt. Während des Feldzuges kämpfte er bei den Belagerungen von Metz, Soissons und Merczenes. Dafür erhielt er am 16. Oktober 1870 das Eiserne Kreuz 2. Klasse.

Am 18. Januar 1870 wurde er zum Oberstleutnant befördert, am 4. April 1871 kam er zu den Offizieren der Armee mit den Gebührnissen eines Regimentskommandeurs. Von dort kam er am 5. Mai 1871 als Inspekteur in das Ersatzeskadron in den Bezirk des X. Armeekorps, aber schon am 24. Juni 1871 wurde er Kommandeur des 8. Ulanen-Regiments. Am 22. März 1873 erhielt er die Beförderung zum Oberst. Am 26. Juni 1877 wurde er als Kommandeur in die 4. Kavalleriebrigade versetzt und dazu a la suite des Regiments gestellt. Er wurde am 31. August 1878 mit dem Kronen-Orden 2. Klasse ausgezeichnet, erhielt am 14. Januar 1879 die Beförderung zum Generalmajor und am 16. September 1879 den Roten Adlerorden 2. Klasse mit Eichenlaub. Aber am 12. Mai 1881 wurde er dann mit Pension zur Disposition gestellt.
Er starb am 27. Mai 1904 in Naumburg an der Saale.

## Familie
Bomsdorff heiratete am 23. September 1858 in Berlin Luise Mathilde Henriette von Berneck (* 18. Juli 1836; † 16. Mai 1890).  Das Paar hatte mehrere Kinder:
- Erna (* 24. Juni 1859; † 22. November 1910) ⚭ 1879 Georg Ludwig Johannes Ferdinand von Klahr(* 4. September 1852; † 9. März 1906)[2]
- Gottfried Kuno (* 20. Oktober 1862), Major im Husaren-Regiment Nr. 4
- Cora (* 9. Mai 1864; † 9. Februar 1865)
- Olga (* 27. Januar 1875)
- Vera (* 25. Oktober 1879)

Nach dem Tod seiner ersten Frau heiratete er am 20. Juni 1891 in Berlin die Freiin Helene von Türcke (* 7. April 1869). Die Witwe heiratete den Ingenieur N.N. Haug und ging mit ihm nach Paraguay, Südamerika.